# 回転群
（n 次の）回転群（かいてんぐん、英: rotation group）あるいは特殊直交群（とくしゅちょっこうぐん、英: special orthogonal group）とは、n行n列の直交行列であって、行列式が1のもの全体が行列の乗法に関してなす群をいう。SO(n) と書く。
SO(n) はコンパクトリー群であり、n = 3 および n ≥ 5 の場合は単純リー群であるが、単連結ではない。その普遍被覆群はスピノル群と呼ばれ、Spin(n) と書かれる。このため SO(n) には2価表現であるスピノル表現が存在する。
物理学において最も重要なのはSO(3)群である。これは空間回転のつくる群で、その表現論は原子・分子、原子核、素粒子の分光学において重要である。